# Exposition de Bordeaux (1895)
L'Exposition de Bordeaux du 1er mai au 1er novembre 1895 est la treizième exposition organisée par la Société philomathique de Bordeaux. Elle décide de donner un caractère à la fois national et international pour ce qui concerne l'Enseignement, les Beaux Arts, l'Agriculture et l'Industrie, et Universel en ce qui concerne les Vins et Spiritueux, l’Électricité et les Sciences sociales.

## Les expositions précédentes à Bordeaux
La société philomathique de Bordeaux a été fondée le 5 août 1808. Les fondateurs déclaraient ainsi son objet : « Tout ce qui peut contribuer au progrès des connaissances utiles et agréables est l'objet de la Société Philomathique. Son but est d’exciter l’émulation, d'animer l'industrie et de réunir les talents. »
- Elle fonde un cours d'enseignement technique, commercial et professionnel gratuit.
- Elle organise des expositions périodiques :
  - 1827, la première exposition, qui dure 40 jours, est à la fois artistique et industrielle. Elle attire environ 60 exposants.
  - 1828 - 1844 : ces cinq expositions présentent un caractère analogue.
  - 1847, la septième exposition fut plus importante ; elle attire plus de 300 exposants, qui viennent de toute la France.
  - 1850, on admet les produits étrangers et l'exposition prend un aspect international.
  - 1854, l'exposition s'étend à toute la France et ses colonies. Elle est établie sur la place des Quinconces et attire plus de 600 exposants.
  - 1858, l'exposition dure 3 mois et attire 1 308 exposants.
  - 1865, le nombre d'exposants est de 2 058 et l'exposition reçoit plus de 300 000 visiteurs.
  - 1882, l'exposition devient universelle pour certains produits. Le nombre d'exposants dépasse 6 000 et le nombre de visiteurs plus d'un million.

## Comité d'organisation

Comité d'organisation de l'Exposition de 1895
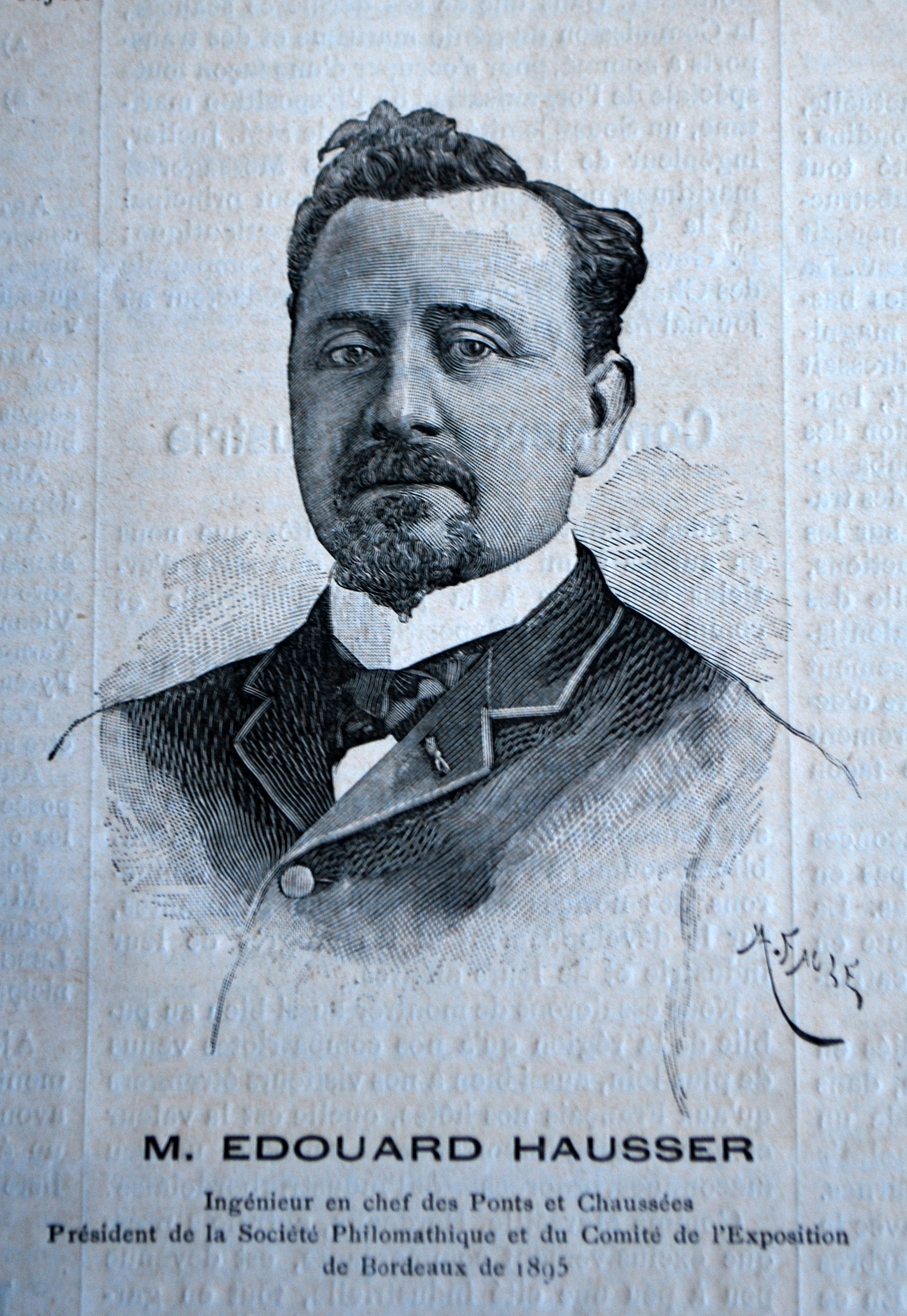
Auguste Édouard Hausser[Notes 1]
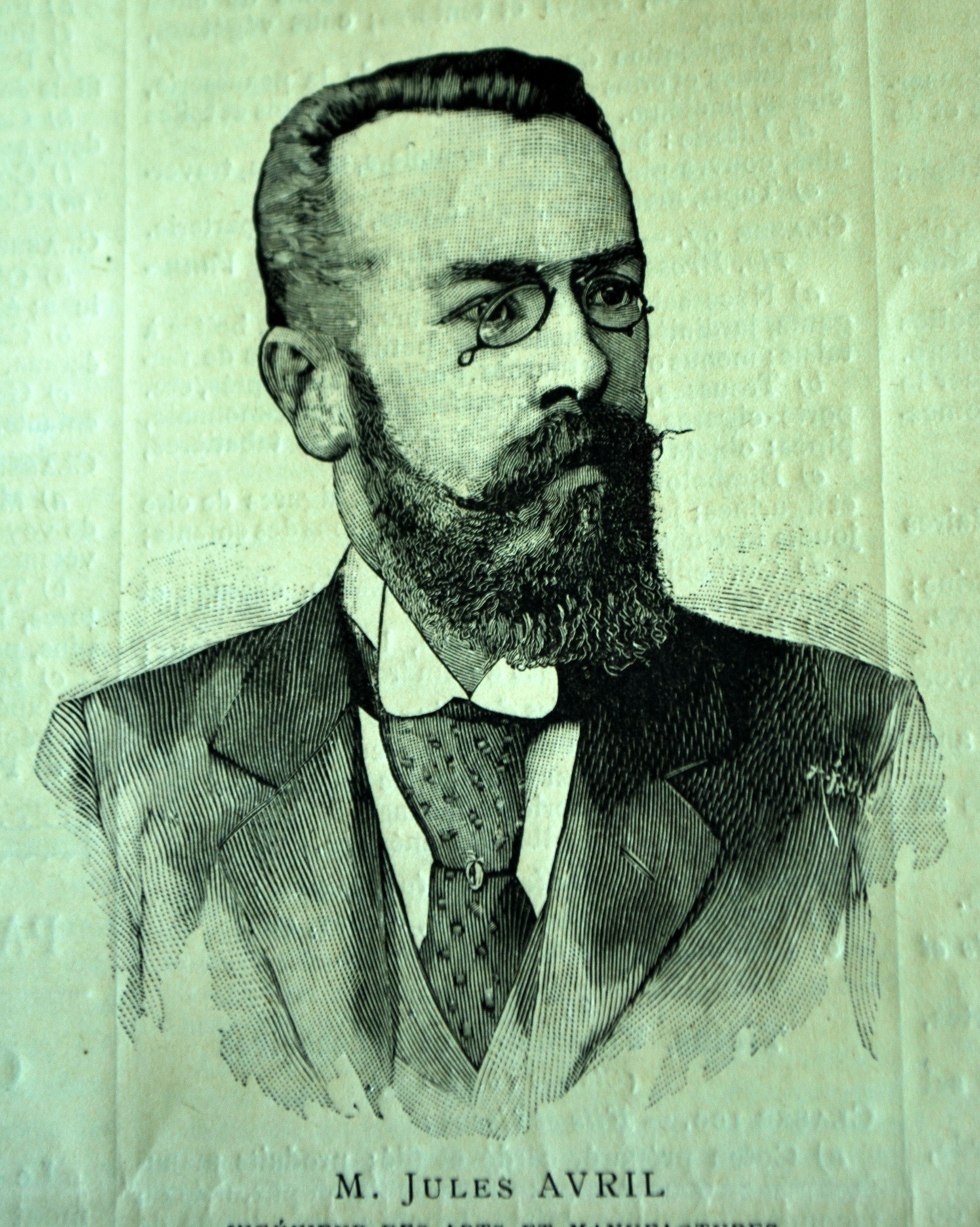
Jules Avril[Notes 2]
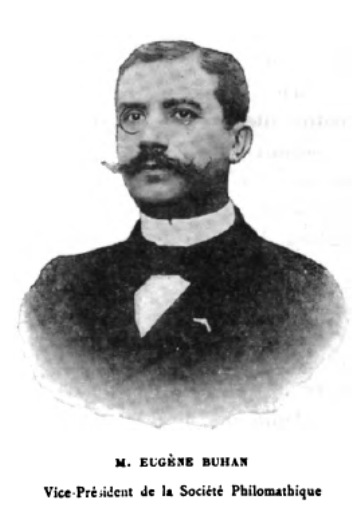
Eugène Buhan
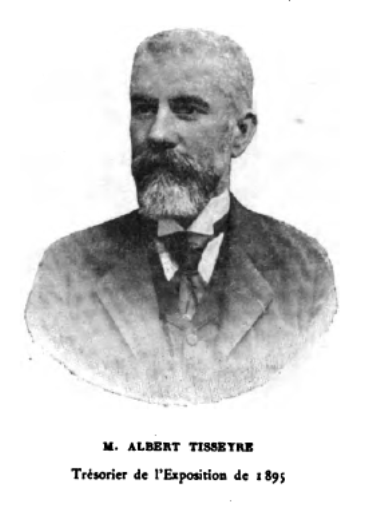
Albert Tisseyre[Notes 3]
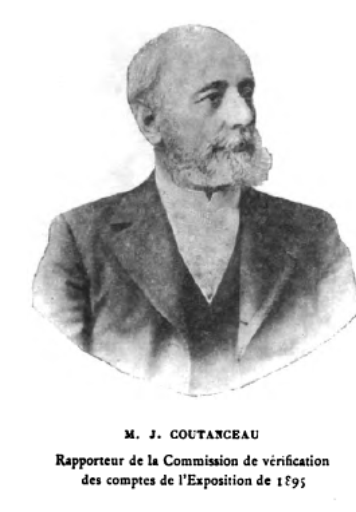
Étienne Pierre Julien Coutanceau[Notes 4]
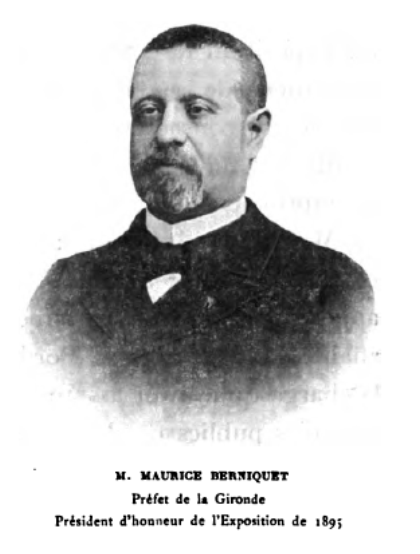
Maurice Berniquet[Notes 5]

## L'exposition de 1895
Toujours organisée sur la place des Quinconces par la société philomathique, la manifestation bordelaise de 1895 s’étend sur 100 000 m2, dont 65 000 m2 sont consacrés aux jardins, aux allées, etc., 20 000 m2 couverts par des bâtiments secondaires construits en bois et 15 000 m2 affectés aux bâtiments principaux en fer. L'exposition accueille 10 064 exposants, dont 302 venus des colonies. Le chiffre cumulé des entrées atteint 2 128 000.
| - Affiche officielle d'Émile Poissonnié |

|  |

L'exposition se veut internationale et universelle. Sont ainsi représentés les pays suivants : l'Angleterre, l'Autriche-Hongrie, la Belgique, l'Espagne, l'Italie, la Suisse, le Portugal, l'Algérie et les colonies françaises.
Les thèmes choisis sont :
- L'Enseignement.
- Arts (beaux-arts, art ancien, arts libéraux, etc.).
- Sciences sociales.
- Agriculture, zooculture, sylviculture, viticulture, horticulture.
- Vins, spiritueux, liqueurs et boissons fermentées.
- Industrie.
- Habitation (mobilier, vêtement)
- Transports, génie civil, art militaire et marine.
- Électricité.
- Commerce et colonies.

L'Exposition ouvre ses portes au public le 1er mai, mais l'ouverture officielle de l'Exposition est le 11 mai 1895, par M. Alexandre Ribot, président du Conseil des ministres, ministre des Finances, par M. André Lebon, ministre du Commerce, de l'Industrie et des Postes et Télégraphes et par Ludovic Trarieux, garde des sceaux, ministre de la Justice, sénateur de la Gironde en 1887.
Les deux affiches officielles de l'Exposition sont :
- Une allégorie de M. Faure-Laubarède, illustrée avec une représentation de la façade nord du bâtiment central et des vues d'Arcachon, Dax, Soulac, Salies-de-Béarn et Hendaye.
- Une allégorie de M. Émile Poissonnié, illustrée avec l'arrivée sur la Garonne devant le Palais de la Garonne.

Les organisateurs ne lésinent pas sur les moyens de communication :
- Entre le 1er novembre 1894 et le 8 décembre 1895 la société philomathique de Bordeaux publie le Journal officiel de l'Exposition de Bordeaux chaque dimanche.
- Guide de l'Exposition
- Catalogue de l'exposition d'Arts anciens et modernes
- Cartes postales et albums photos
- Une loterie de 100 000 francs

| - Journal officiel - Guide - Carte postale - Loterie |

### Médaille de l'Exposition
La médaille officielle de l'Exposition, destinée aux récompenses, est sculptée par Adolphe Rivet.
|  |

|  |

Avers : BURDIGALA - La ville personnifiée par une femme au buste drapé et coiffée, de profil à gauche, le front orné de branches de vigne, dont les fruits pendent derrière les oreilles et sur le front. Elle porte sur la tête un navire à vapeur muni de trois mâts.
À droite, l'écusson aux armes de Bordeaux surmonté de la couronne comtale à neuf fleurons.
Au-dessous du buste, la Garonne représentée par une femme nue au milieu de roseaux, couchée sur une urne versale, qu'elle enlace du bras droit et tenant une rame de la main gauche.
Revers : XIII EXPOSITION DE BORDEAUX 1895, au-dessous et concentriquement :  SOCIÉTÉ PHILOMATHIQUE .
La Renommée, sous les traits d'une femme nue, de profil à droite, assise sur une plinthe, un voile sur la partie supérieure des jambes et les pieds appuyés sur un cartouche destiné aux inscriptions. Elle maintient de la main gauche un livre debout et ouvert sur ses genoux.
Au fond, une vue générale de l'Exposition, avec la colonne des Girondins, à gauche, sur la plinthe, la trompette légendaire. En bas de la médaille, une branche de laurier horizontale.

## Plan de l'exposition
|  |

L'exposition, établie sur la place des Quinconces, est formée d'un vaste bâtiment central. Le palais central et les pavillons principaux de l'exposition furent construits par Albert Tournaire, architecte en chef de la ville de Paris.
Le bâtiment principal se compose de :
- À l'Est, une immense salle dite « Palais de la Garonne », 110 m de long et 45 m de large, dont la façade est élevée au-dessus des quais, parallèle à la Garonne.

- Adossée au Palais de la Garonne se trouve la salle du Dôme central, haut de 35 m et qui est surmonté d'une terrasse large de 5 m, avec ascenseur. Cette salle est occupée par un théâtre et renferme dans la première galerie l'exposition des Sciences Sociales.

- La façade occidentale, longue de 120 m est en large demi-cercle face aux fontaines lumineuses et au monument des Girondins toujours en construction. Elle est terminée par deux pavillons, réservés aux expositions de la Guerre et de la Marine, faisant un bâtiment en hémicycle. Au centre, elle est rehaussée d'un portique monumental.

- À l'ouest du monument des Girondins, le palais de l'Électricité, en forme d'hémicycle.

- L'espace entre le palais de l'Électricité et l'entrée de l'Exposition par la rue Condé est occupé par les villages annamite et africain.

Les principales constructions en dehors du bâtiment central sont :
- Deux galeries de machines
- Le Palais des Colonies où toutes les colonies (Cochinchine, Cambodge, Annam, Tonkin, Antilles, Tahiti, Réunion et colonies africaines) étaient représentées.
- Palais de l'Algérie
- Palais des Arts Religieux
- Aquarium
- Exposition militaire
- Panorama de la Bataille de Nuits
- La bouteille monumentale
- Monument de l'exposition ouvrière

| - Palais de la Garonne - Façade occidentale - Monument des Girondins |

## Les salles du grand palais
Parmi les plus importantes salles d'exposition se trouvent :
- Palais de la Garonne : Au rez-de-chaussée du bâtiment se trouve l'exposition des vins et au premier étage l'exposition d'arts anciens et modernes

| - Exposition des vins - Galerie des Beaux-arts - Galerie de Manufactures Nationales |

|  |

- Salle du Dôme :

L'exposition des Sciences sociales s'est déroulée à l'intérieur du Dôme Central. La sélection des sujets et les choix des pièces sont l’œuvre d'Émile Durkheim, alors professeur à l'université de Bordeaux, qui a été mandaté pour rassembler des contributeurs y compris venus de l'étranger. Il y a une trentaine d'exposants avec des thèmes allant d'une compagnie d'assurances avec des tableaux des causes de décès ; des éditeurs d'ouvrages sociologiques ; le service d'identité judiciaire de Bordeaux ; le service d'hygiène de la ville de Bruxelles, la sociologie criminelle de Cesare Lombroso, pourtant décrié en France.

### Palais de l'Électricité
| - Entrée du palais de l'Électricité - La maison électrique |

- Le Palais de l'Électricité se développe en fer à cheval sur l'hémicycle des Quinconces, entre les deux ports nord et sud du cours du XXX-Juillet. On trouve des démonstrations des moyens de production de l'électricité, des machines électriques telles que voitures, tramway, ponts roulants, etc. et des appareils comme : horloges, téléphone, phonographe, sonneries, paratonnerres.

À l'entrée sud se trouve le « Théâtrophone » : les visiteurs peuvent entendre par téléphone les principaux théâtres, concerts et orchestres de Paris et de Bordeaux.
- La maison électrique : ce pavillon est équipé d'un grand nombre d'appareils électriques : éclairage ; bains ; bains-douches ; cuisine ; monte-charge ; repassage ; ascenseur ; appareils d'appel incendie ; projecteurs…

### Palais de la presse et de la publicité
L'édifice est une construction modulaire en métal (démontable et transportable à volonté), invention de l'ingénieur d'origine brésilienne Bibiano Duclos, diplômé de l'École centrale des arts et manufactures. Son ré-assemblage a été opéré dans la commune d'Aiguilles.

### Palais des colonies et les villages exotiques
- Le palais colonial : un grand bâtiment rectangulaire, de type annamite, avec une tour carrée blanche de genre arabe. Le rez-de-chaussée abrite une collection d'objets venus de toutes les colonies françaises. Des exposants particuliers exhibent les produits de leur commerce colonial au premier étage.

- La pavillon d'Algérie :

| - Palais colonial - Vue intérieure - Pavillon d'Algérie |

- Les villages exotiques : comme dans toutes les grandes expositions organisées par des pays avec colonies, une partie de l'exposition est consacrée au « zoo humain » : un « village annamite » et un « village nègre », les deux séparés par une simple barrière en planches. Ces deux villages se trouvent dans un demi-cercle à l'ouest du monument des Girondins et devant le palais de l'électricité.

Dans le village annamite il y a environ une cinquantaine de personnes (hommes, femmes et enfants) : sculpteurs sur bois, peintre, incrusteurs, musiciens, etc., venus du Vietnam et du Laos.
Le village africain compte 86 personnes (hommes, femmes et enfants) : musiciens, danseurs, tisserands, ornemaniste sur cuir, dessinateurs sur calebasses, etc. Ils sont originaires du Soudan français, Sénégal, Mali, Guinée française, Dahomey.
| - Affiche pour la Théâtre asiatique - Dessin de Paul Élie Salzedo - La coiffure - Joueur de balafon |

Le Journal Officiel de l'Exposition décrit ces villages en termes de l'époque coloniale : « Nous avons brièvement rendu compte dans notre dernier numéro de l'inauguration des villages annamite et africain installés par M. Gravier sur l'hémicycle des Quinconces. Tous les visiteurs ont été frappés du contraste curieux qui existe entre les deux races dont les spécimens exposés sont intéressants à examiner pour des motifs différents… »
Dans la presse locale : La Petite Gironde on trouve : « Rien de si drôle que le mélange de ces Congolais, indolents et superbes et de ces Indochinois, chétifs, remuants, fuyants, et tous, avec leur imberbe visage ridé, semblables à de vieilles femmes ».
Ce « zoo humain » ne fut pas du goût de tous les Bordelais de l'époque, car dans le livre Exposition de Bordeaux 1895, p. 169-176, on publie, de manière anonyme, un long article dénonçant ces pratiques avilissantes.

### Les «petits pavillons»
- L'Aquarium, architecte André Bac, a une façade mauresque. L'intérieur comprend une grotte circulaire contenant une trentaine de bassins où se trouvent des poissons des plus familiers aux plus exotiques.

- Pavillon d'Arts religieux

- Pavillon du Gaz

| - Aquarium - Pavillon d'Arts religieux - Pavillon du Gaz |

| - Pavillon de Guyenne - Pavillon de Royan |

- Le Pavillon de Guyenne, construit par Albert Tournaire, qui a été démonté et transporté à Soulac. Il est connu maintenant sous le nom Villa San José et se trouve à l'intersection des rues Ausone et Joseph-Lahens.

À l'origine en rez-de-chaussée, le pavillon a été remonté sur un niveau de soubassement. Il est accessible par un escalier qui permet d'atteindre, au nord, un porche surmonté d'une tour de plan carré avec toiture à l'impériale. Au sud, un autre escalier en colimaçon donne accès à la terrasse sommitale.
La construction est en ciment moulé imitant le bois : faux rondins pour les murs, troncs noueux pour les encadrements et branches tordues pour les rambardes.
- Pavillon de Royan : Ce pavillon, dont l'architecte est M. Reuben Dacosta, est élevé sur des bancs de roches formant une grotte. Dans le fond de la grotte se déroule le panorama de Royan, vu de la plein mer, œuvre de M. Calinart, peint décorateur de Royan[6].

- Le Pavillon de Soulac, d'une superficie de 16 m2 et construit par l'architecte de la ville de Soulac, M. de Tamanhan, en brique et pierre[7]. Le pavillon est remonté après l’Exposition dans le parc du château de Malleret à Cadaujac.

| - Pavillon de Soulac - Pavillon de Soulac au château Malleret - Pavillon de l'Amer-Picon - Pavillon de la « Société des Tuileries mécaniques du Berry et de Bordeaux » |

## Les Arts anciens et modernes
|  |

L'Exposition des Arts Anciens et Modernes est entreposée dans des salles au premier étage du Palais de la Garonne : six salles, côté du Dôme pour les Arts Modernes et six salles côté de la Garonne pour les Arts Anciens.
- L'exposition est présentée dans le « Journal officiel » du 26 mai 1895.
- Le catalogue[8] donne la liste complète des œuvres exposées et quelques informations sur chaque exposant.
- Une description très personnelle de l'exposition se trouve dans le livre « Les Beaux-arts à Bordeaux : exposition de 1895 »[9] de Maurice Larue. Les observations de l'auteur, toujours pertinentes, sont parfois cruelles.

### Les Arts Anciens
La partie de l'exposition consacrée à l'art ancien est limitée à la production de quelques manufactures nationales, telles que :
- Manufacture nationale de Sèvres
- Manufacture des Gobelins
- Manufacture de Beauvais
- École nationale d'art décoratif d'Aubusson

### Les Arts Modernes
L'exposition de l'art moderne est divisée en quatre « salons » : salon belge ; salon parisien ; salon international et salon bordelais.
Presque 800 œuvres (peintures et sculptures) sont exposées.
- Quelques tableaux de l'exposition sur Commons

## Les attractions et spectacles de l'Exposition
- Le pavillon de Nuits : Ce pavillon renferme un panorama illustrant la Bataille de Nuits, qui a eu lieu le 18 décembre 1870 devant la ville de Nuits-Saint-Georges entre l'armée prussienne et le corps-francs de Giuseppe Garibaldi.

Le panorama gigantesque (120 m de long et 16 m de haut) de Théophile Poilpot a été déjà exposé à l'Exposition de Lyon (1894).
L'artiste bordelais Georges Saint-Lanne a également reproduit en diorama (12 m x 5 m) le tableau d'Alphonse de Neuville : Les Dernières Cartouches
|  |

- Bouteille colosse : les propriétaires de la marque Absinthe Terminus ont élevé une tour de plusieurs mètres de haut[Combien ?] en forme de bouteille d'absinthe. Les visiteurs pouvait faire l'ascension de la bouteille pour admirer la vue panoramique de l'exposition. La médaille produite pour l'occasion place la bouteille colosse à l'endroit ou se trouve le monument des Girondins ! En réalité la boutaille se trouvait allée des Chartres, près du pavillon de Nuits.

- Vanity Fair, le théâtre d'ombres chinoises de Sem : Le caricaturiste Sem (Georges Goursat) a obtenu la concession d'un théâtre d'ombres chinoises, du genre du théâtre Le Chat-Noir de Paris. Le théâtre s'appelait « Vanity Fair » (Foire aux vanités).

|  |

La décoration extérieure de Vanity Fair était l’œuvre de Sem : sur un soubassement de tournesols se déployaient en façade une frise de 20 m, une vue du port de Bordeaux, fermée à gauche par le pont et grouillant de voiles et de mâts. La petite frise de côté , de grandeur nature, figurait un coin de la vie des quais, avec passants affairés.
Toutes les toiles étaient à trois couleurs : violet, jaune et bleu.
Au programme : des Ombres chinoises comme le voyage présidentiel ; le voyage au pays du Soleil ; l'Histoire d'un crime et des types et des scènes de la vie bordelaise. Le Journal officiel de l'Exposition relate fréquemment les diverses représentations.
Le récit de Sem lui-même n'est pas aussi dithyrambique que les propos des organisateurs : « J'eus l'idée de créer un théâtre où l'on verrait, au moyen de projections, des silhouettes, grandeur nature, le défilé très ressemblant des célébrités et des originaux bordelais. J'établis très minutieusement les maquettes de mes types. Malheureusement, l'entrepreneur qui avait construit ce théâtre s'était trompé dans ses calculs ; le recul pour les projections n'a pas été suffisant ; ça n'a pas marché. Vanity-fair, ainsi s'appelait cette scène spéciale, m'a coûté une quinzaine de mille francs, dépensés en pure perte. Cet insuccès me décide à porter ailleurs mes crayons et je jette mon dévolu sur Marseille ».

Quelques dessins de Sem lors de l'Exposition
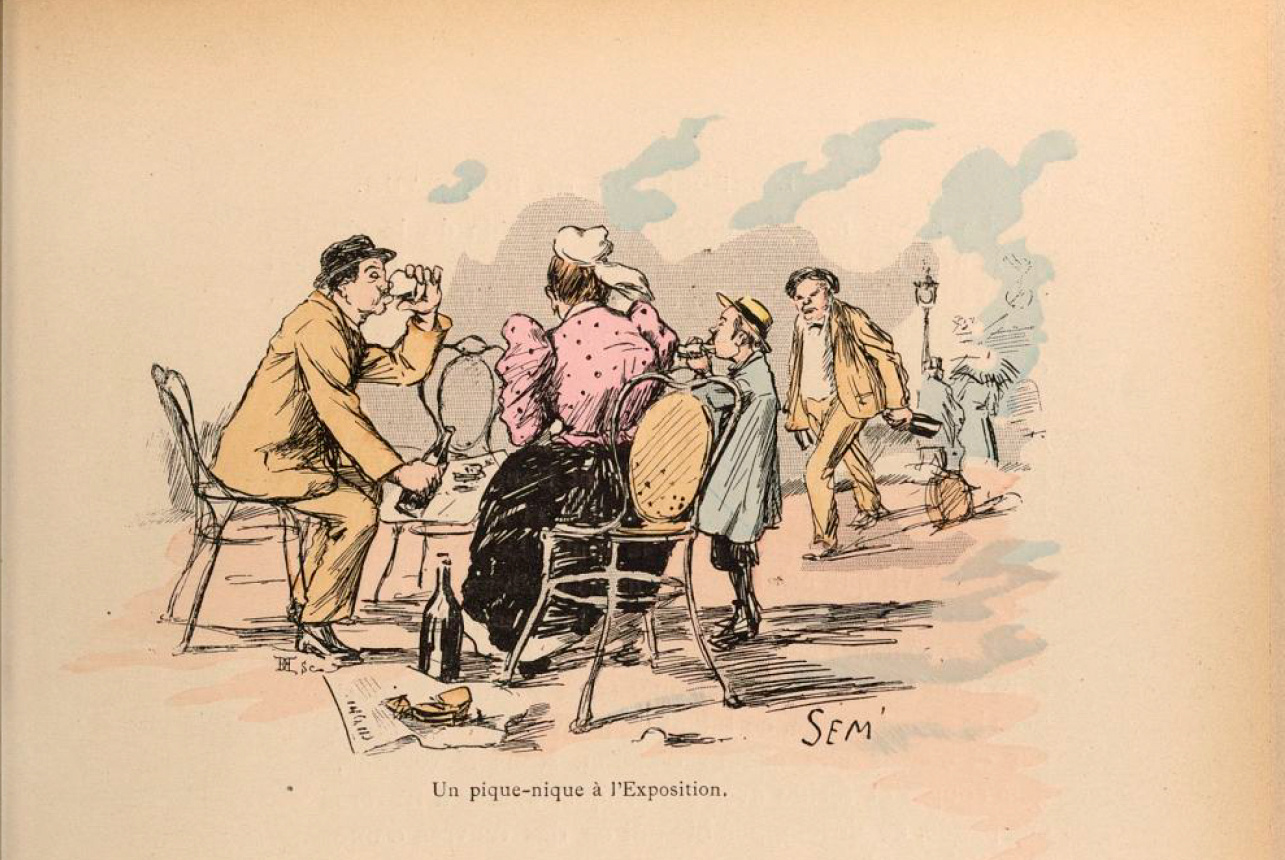
Un pique-nique à l'Exposition
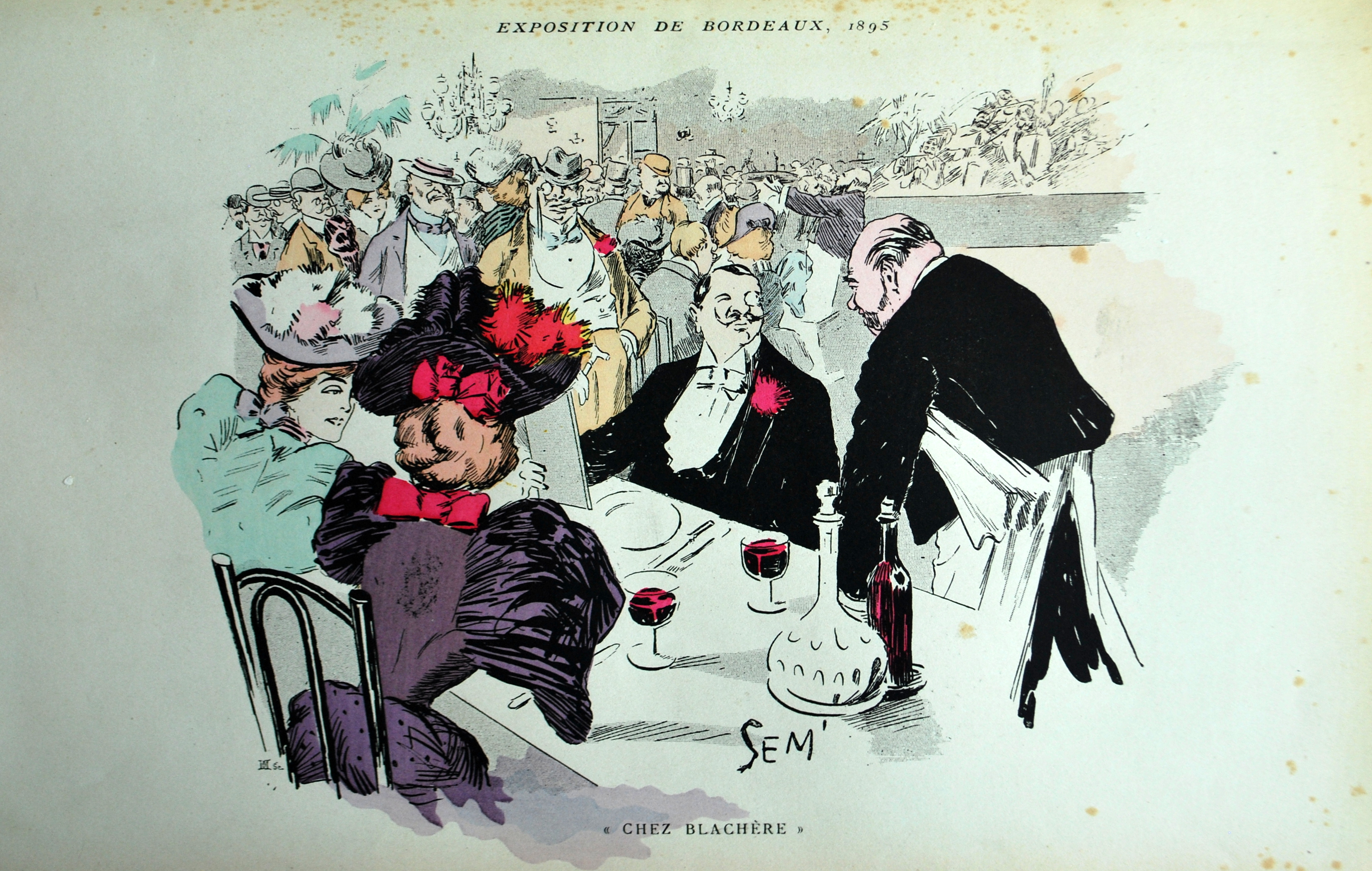
Chez Blachère
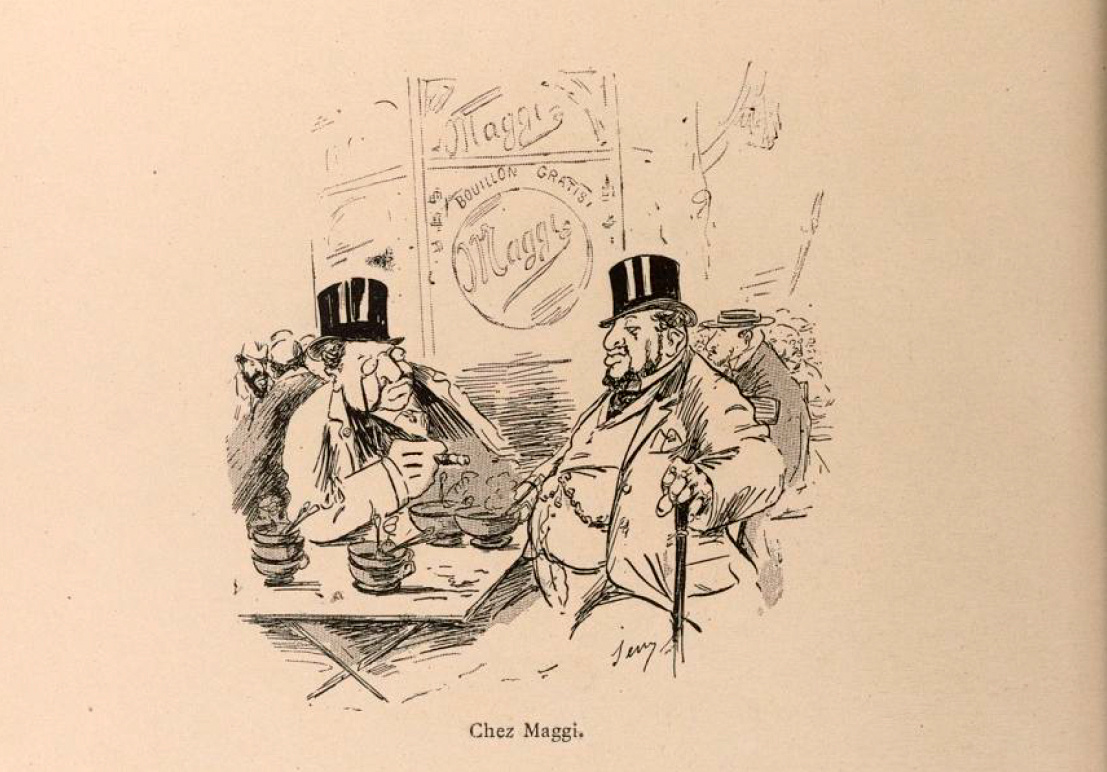
Chez Maggi
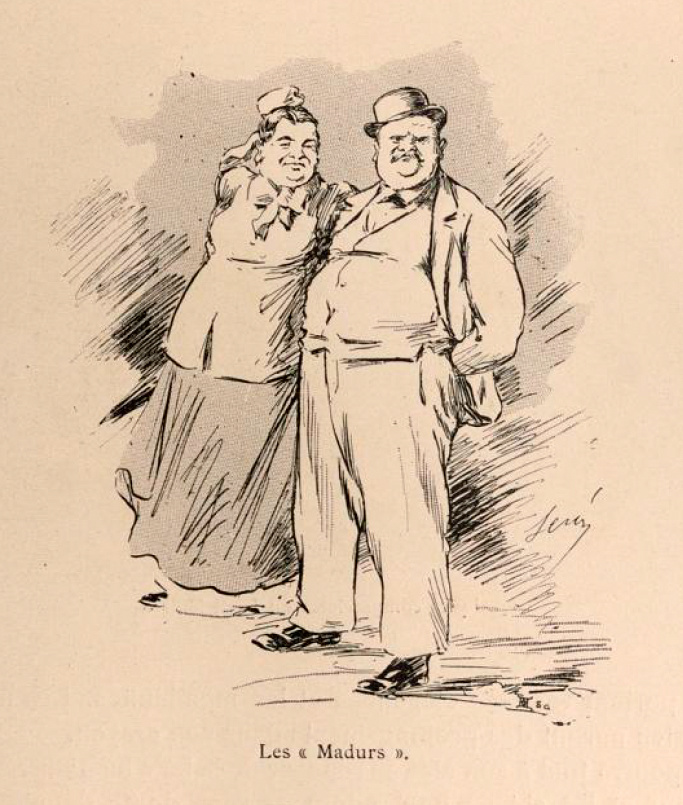
Les « Madurs »
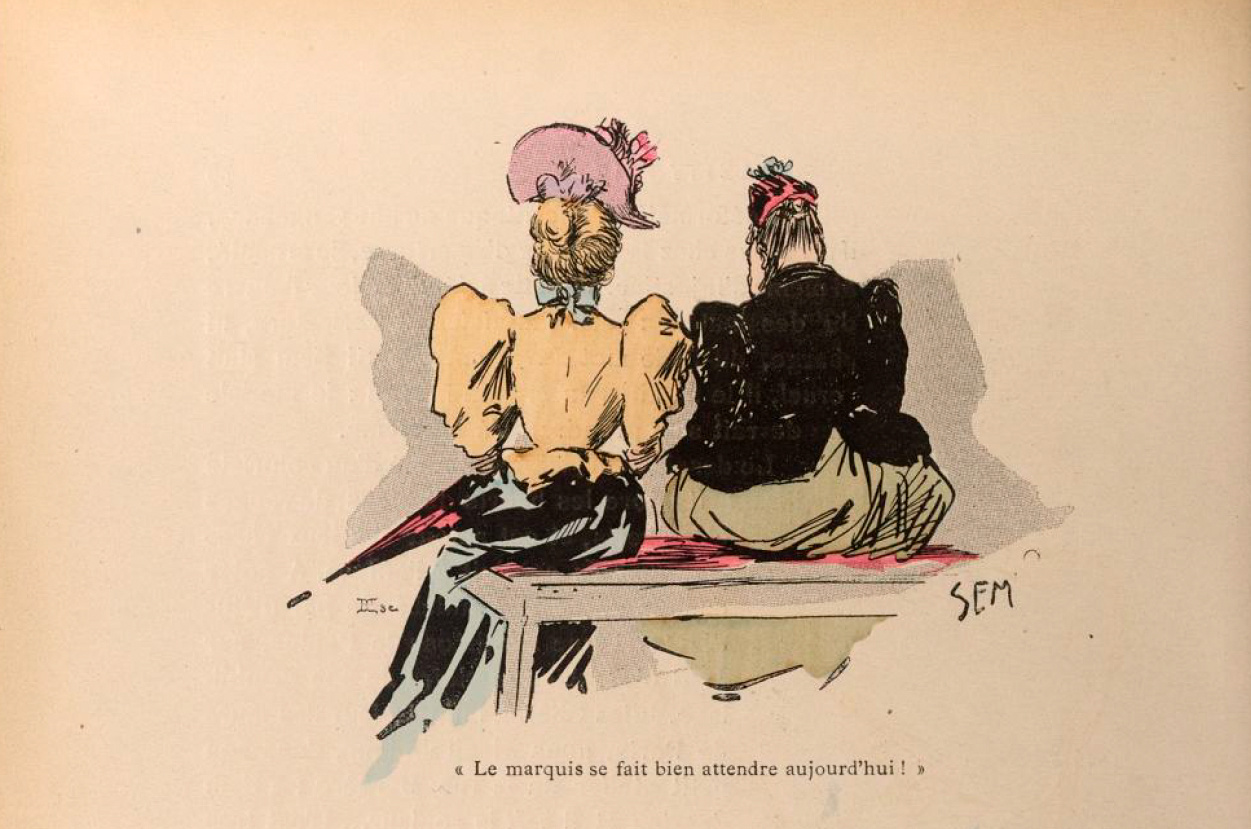
Le marquis se fait attendre aujourd'hui
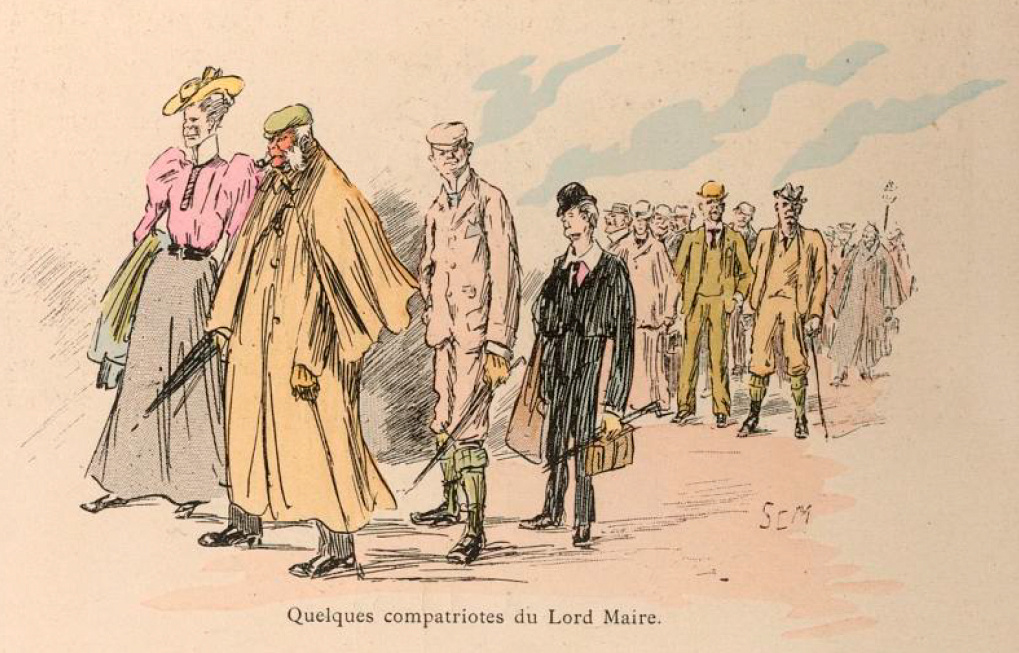
Quelques compatriotes du Lord Maire
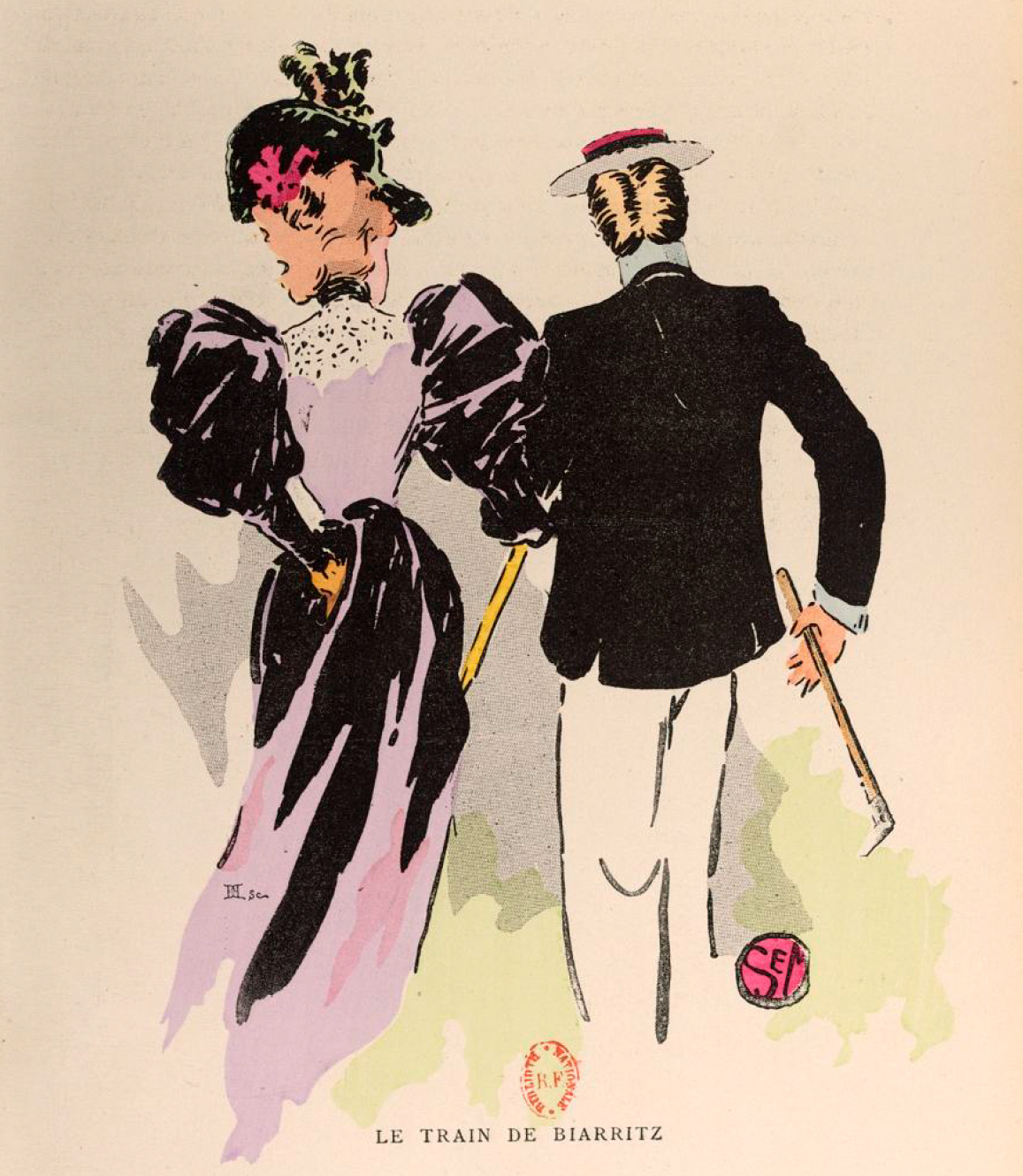
Le train de Biarritz
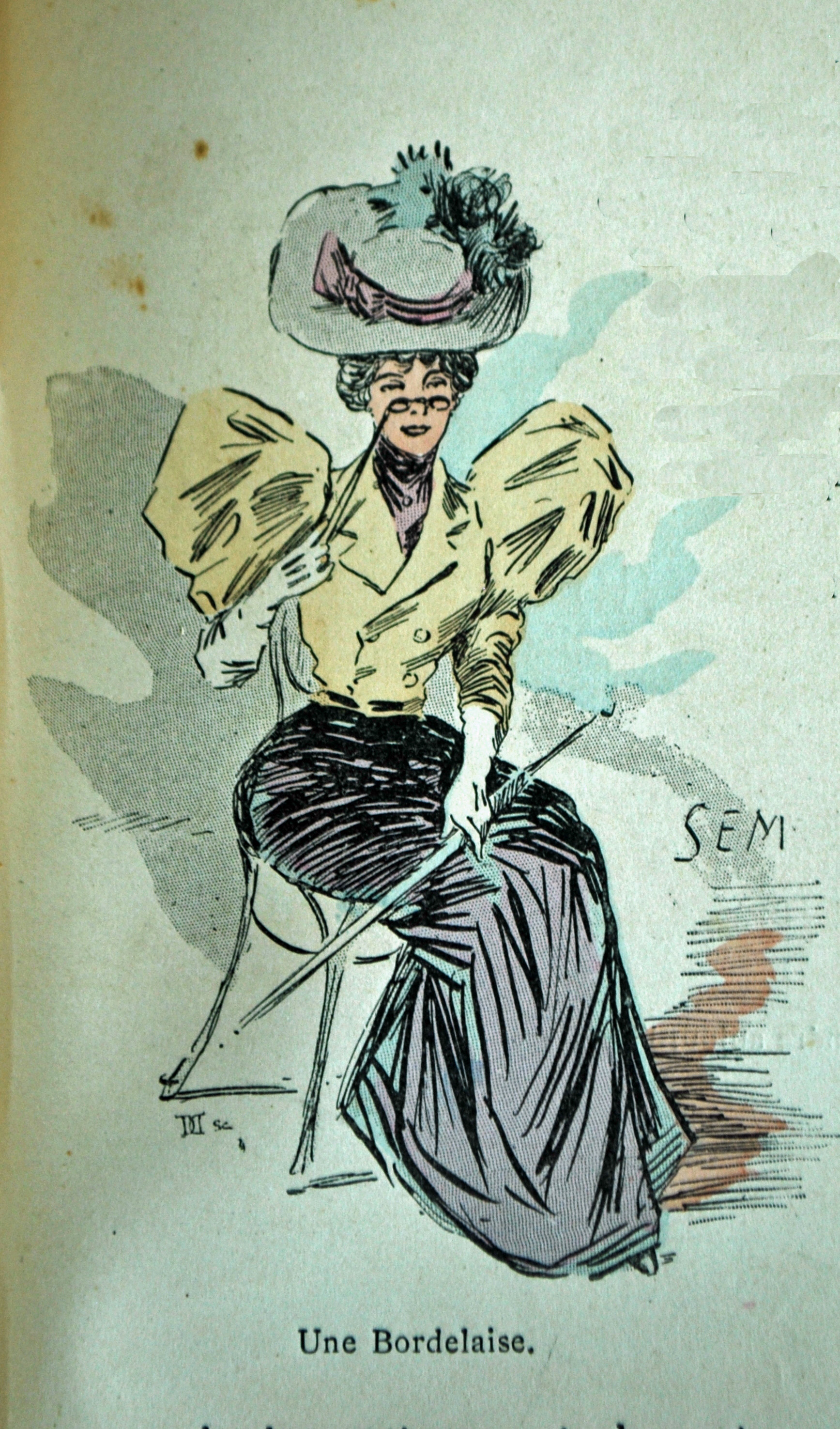
Une Bordelaise

- Le palais oriental ou palais des miroirs était un kaléidoscope géant ; les visiteurs pouvaient voir jusqu'à 1 296 fois leurs réflexions !
- L'Escarpolette magique :
- Le Casino avec un répertoire de chansons, d’opérettes…

### Visiteurs illustres
|  |

- Le président Félix Faure visite Bordeaux et l'Exposition les 4 et 5 juin.

- Le cardinal Victor Lecot, archevêque de Bordeaux, la visite à son tour le 24 juin.

- Du 9 au 13 septembre, c'est le Lord-maire de Londres, Sir Joseph Renals, qui visite l'Exposition et les vignobles du Médoc, du Sauternais et de Saint-Émilion[15]. Sir Joseph amène son carrosse d'apparat à Bordeaux et dans les réceptions officielles; il parut habillé de son costume cérémonial. Il est reçu en grande pompe par le président Félix Faure à Paris et par les notables bordelais. Cependant, il semble que la visite à Bordeaux était majoritairement un prétexte à des manœuvres diplomatiques entre le Royaume-Uni, la France et l'Allemagne[Notes 6].

- Il faut aussi signaler les prestations théâtrales de Sarah Bernhardt : « dans l'après-midi, la tragédienne Sarah Bernhardt, qui donne quelques représentations au théâtre des Arts, a visité le village nègre et s'y est longuement promenée, prenant le plus grand plaisir à interroger les indigènes, à caresser les enfants, auxquels elle n'a point ménagé les pièces blanches et jaunes en accompagnant ses cadeaux de sourires gracieux et de paroles touchantes »[réf. nécessaire].

## Produits dérivés
Les commerçants qui exposaient ont souvent utilisé les affiches de l'Exposition en associant leurs produits :
|  |

La zone adjacente aux villages annamite et africain était réservée aux vendeurs de bibelots, souvent de mauvaise qualité :
| - Assiette - Assiette - Bourse - Médaille - Nouvelles Galeries |